# اللهجات الألمانية العليا
الهجات الألمانية العليا (بالألمانية: Hochdeutsche Dialekte) هي في اللغويات، مجموعة من اللهجات الجرمانية. تتميز عن المجموعة الألمانية الدنيا بظاهرة تبدل الأحرف الساكنة في الألمانية العليا ويفصلها عنها خط بنراث. يبلغ إجمالي عدد المتحدثين في منطقتها التقليدية، من دوسلدورف في ألمانيا إلى باد رادكرسبرغ في النمسا حوالي 60 مليونًا.

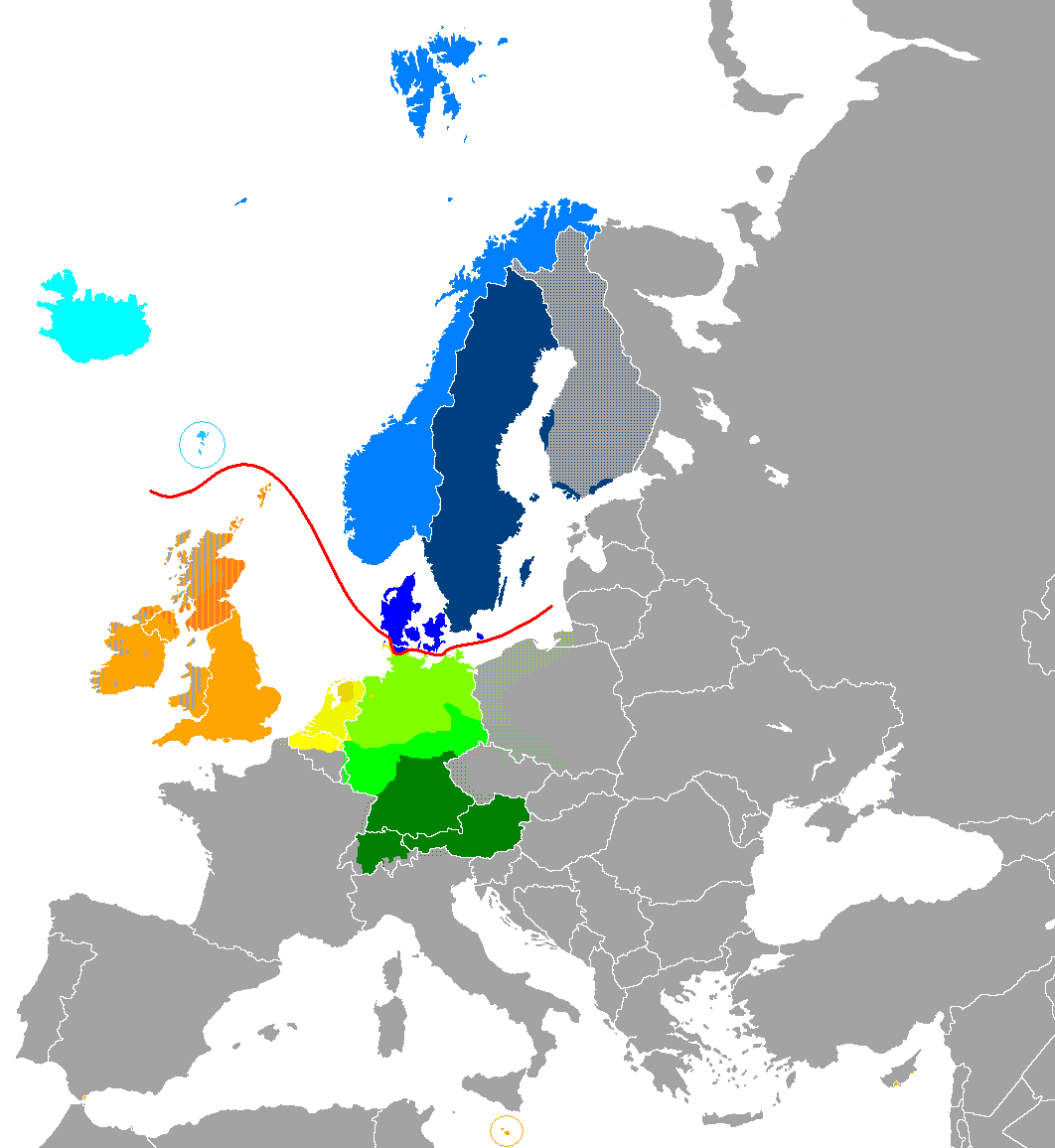
خريطة اللهجات الجرمانية المختلفة. اللهجات الألمانية هنا باللون الأخضر؛اللهجات الألمانية العليا باللون الأخضر الداكن؛واللهجات الألمانية الوسطى باللون الأخضر المتوسط؛
اللهجات الألمانية المنخفضة باللون الأخضر الفاتح؛بالأزرق: المجموعة الاسكندنافية؛ باللون البرتقالي: المجموعة الأنجلو فريزيان؛
باللون الأصفر: منخفض الفرنجي.